# Comuna Nova Oleksandrivka, Zhurivka
Nova Oleksandrivka (în ucraineană Нова Олександрівка) este o comună în raionul Zhurivka, regiunea Kiev, Ucraina, formată din satele Nova Oleksandrivka (reședința), Stare și Vilne.

## Demografie
Componența lingvistică a comunei Nova Oleksandrivka
     Ucraineană (95,75%)
     Rusă (3,63%)
     Alte limbi (0,63%)
Conform recensământului din 2001, majoritatea populației comunei Nova Oleksandrivka era vorbitoare de ucraineană (95,75%), existând în minoritate și vorbitori de rusă (3,63%).